# Cem Özbek
Cem Özbek (* 21. September 1954 in Istanbul; † 27. April 2024 in Homburg) war ein deutscher Kardiologe türkischer Abstammung. Er war 26 Jahre lang Chefarzt der Klinik für Kardiologie und Angiologie in den SHG-Kliniken Völklingen und Mitbegründer des Herzzentrums Saar. Für seine besonderen Leistungen wurde er zum Sanitätsrat ernannt und erhielt vom Bundespräsidenten das Bundesverdienstkreuz am Bande verliehen.

## Leben und Wirken
Özbek wurde als zweites Kind des Arztes R. Kemal Özbek und seiner Ehefrau G. Seha Özbek in der Türkei geboren. Seine Eltern übersiedelten 1965 nach Deutschland, wo er ohne nennenswerte Deutschkenntnisse gleich die 3. Klasse der Grundschule besuchte. Özbek erlernte die Sprache aber schnell und erbrachte so gute schulische Leistungen, dass er schon ein Jahr später in Zweibrücken in ein Gymnasium aufgenommen werden konnte und nach Überspringen einer Klasse bereits 1973 das Abitur ablegte. Danach begann er das Studium der Humanmedizin in Homburg, das er 1979 abschloss. Bis 1987 absolvierte Özbek dort die Weiterbildung zum Facharzt für Innere Medizin und promovierte zum Dr. med. Es folgte die Weiterbildung zum Kardiologen und Angiologen an der Medizinischen Universitätsklinik III, wo er 1993 zum Oberarzt ernannt wurde und die Leitung der Herzkatheterlaboratorien übertragen bekam.
Nach einer zusätzlichen Weiterbildung in Intensivmedizin wurde Özbek 1997 als Chefarzt nach Völklingen berufen, wo er in den SHG-Kliniken die Kardiologie und Angiologie übernahm. 2006 wurde auf sein Betreiben das Herzzentrum Saar gegründet, in dem die Kliniken für Kardiolologie und Angiologie mit der Herz- und Thoraxchirurgie zusammengefasst sind. Auf Betreiben von Özbek folgte ein schneller Ausbau zu einem der leistungsfähigsten Herzzentren in Deutschland. 2018 wurde das Herzzentrum Saar als offizielles TAVI-Zentrum der deutschen Gesellschaft für Kardiologie (DGK) ausgezeichnet. Özbek war in Personalunion auch Chefarzt für kardiologische Rehabilitation an der SHG-Klinik in Quierschied.
Besondere Verdienste hat sich Özbek in der Kooperation mit dem französischen Gesundheitswesen erworben, wodurch es ab 2013 möglich wurde, Herzinfarktpatienten aus dem Nachbarland im Herzzentrum Saar als Notfälle zu therapieren. Diese Vereinbarung war der Grundstein für einen weiteren Ausbau der grenzüberschreitenden Zusammenarbeit im Gesundheitswesen in der Region Saar-Moselle. Özbek wurde dafür mit der Verleihung des nichtakademischen Ehrentitels Sanitätsrat geehrt. Diese deutsch-französische Kooperation hat sich insbesondere auch während der Covid-19-Pandemie bewährt, als auch französische Covid-Patienten in Völklingen intensivmedizinisch behandelt wurden. Für sein großes Engagement in dieser internationalen Notlage erhielt Özbek 2021 das Bundesverdienstkreuz verliehen. 2023 besuchte der Bundespräsident die Stadt Völklingen und lud Özbek persönlich zu einem Bürgerdialog ein.
Özbek arbeitete auch intensiv mit Herzzentren außerhalb Europas zusammen, wie z. B. dem National Heart Institute in Kairo. Einer seiner Assistenten ist inzwischen Professor für Kardiologie am Universitätsklinikum in Dubai. Özbek gab Journalisten auch bereitwillig Interviews zum Thema Herzerkrankungen.
Anlässlich der Verabschiedung von Özbek in den Ruhestand im Juni 2023 erschien eine umfangreiche Festschrift, für die neben der Ministerpräsidentin des Saarlandes auch der Gesundheitsminister, der Chef der Staatskanzlei und der Präsident des Eurodistrikts Saar-Moselle Grußworte schrieben, in denen die großen Verdienste Özbeks gewürdigt wurden.

## Publikationen (Auswahl)
- Hochdosierte intravenöse Injektion von Streptokinase im Frühstadium des akuten Myokardinfarktes. Dissertation Med. Fakultät der Universität des Saarlandes, 1986.
- und andere: Katheterdiagnostik via Arteria femoralis. Springer-Verlag., 1990.
- und andere: High Resolution ECG and Left Ventricular Volume After Acute Myocardial Infarction. In: PACE. 1994. Band 17. S. 2183–86.
- und andere: Coronary implantation of silicone-carbide-coated Palmaz-Schatz stents in patients with high risk of stent thrombosis without oral anticoagulation. In: Catheterization and Cardiovascular Diagnosis. 1998, Band 41, S. 71–78.
- und andere: Sagen Sie mal, Herr Doktor ...: ... Herzinfarkt - im Klartext. Pabst Science Publishers, 2008, ISBN 978-3-89967-435-4.
- und andere: Impella in cardiogenic shock following acute myocardial infarction: a systematic review and meta-analysis. In: Wiener klinische Wochenschrift, 2020, Ausgabe 23–24.
- und andere: Root Cause Analysis and Prevalence of Pressure Injuries a Neurointensive Care Unit. In: Turkish Journal of Intensive Care. 2022, Band 21(2).